# Patricia Bottale
Patricia Bottale (Rosario, 28 de junio), es una escritora, historiadora, docente y conferencista argentina. 

## Biografía
Hija de María Tarsitano y Alberto Bottale.
Estudió el doctorado de historia en la Universidad Católica de Rosario. Trabaja como escritora de narrativa, poesía, ensayos y además es directora del taller literario Palabras a Bordo en Argentina y Uruguay. También  da cursos de redacción tanto en Rosario como en Buenos Aires. En 2019 fue oradora de las charla TEDx con la charla: Con tinta en la sangre.
Es autora de Un lugar para Francisco, obra musical reconocida por el Vaticano.
Publicó varios libros como  Todas en 2009, Un lugar para Francisco (que cuenta con una segunda edición en 2010), El otro espejo en 2017, La voz en 2018 y Sin rouge en 2020, éste libro está publicado también en Uruguay. En 2021 editó El sudor del Sol, editorial Planeta. Se publicó en 2023 Una Cruz entre los dos, presentado en Londres ( libro que dará origen a Una Luz entre los dos, en edición).

## Libros
- 2005, Cati Tarsitano... una artista
- Un lugar para Francisco
- 2007, Botellas en el Agua I, (antologías)
- 2008, Botellas en el agua II
- 2009, Botellas en el agua III
- 2010, Botellas en el agua IV
- 2011, Botellas en el agua V
- Costa Bouchard
- 2009, Todas
- 2015, Pura Sangre
- 2017, El otro espejo.
- 2018, La voz
- 2020, Sin rouge
- 2021, El sudor del sol
- 2023, Una cruz entre los dos